# Rosendahl
Die Gemeinde Rosendahl (plattdeutsch Rausendaal) liegt in Nordrhein-Westfalen im Kreis Coesfeld im westlichen Münsterland zwischen Coesfeld und Steinfurt.

## Geographie

### Geographische Lage
Rosendahl liegt am Fuße der Baumberge im westlichen Münsterland. Im Ortsteil Darfeld entspringt die Vechte, die über Niedersachsen durch die Niederlande fließt und ins IJsselmeer mündet. Im Ortsteil Holtwick entspringt die Dinkel, die auch durch das westliche Münsterland fließt und bei Neuenhaus (Grafschaft Bentheim) in die Vechte mündet.

### Nachbargemeinden
Im Norden grenzen die Gemeinden Legden, Schöppingen und Horstmar an die Gemeinde Rosendahl. Im Osten schließt sich die Gemeinde Laer und im Südosten die Stadt Billerbeck an. Im Südwesten liegt die Kreisstadt Coesfeld und nach Westen folgt die Stadt Gescher. Zur benachbarten Stadt Stadtlohn im Westen besteht keine gemeinsame Gemeindegrenze. Als nördlichste Gemeinde des Kreises Coesfeld grenzen der Kreis Borken im Nordwesten und der Kreis Steinfurt im Nordosten an die Gemeinde.

### Gemeindegliederung

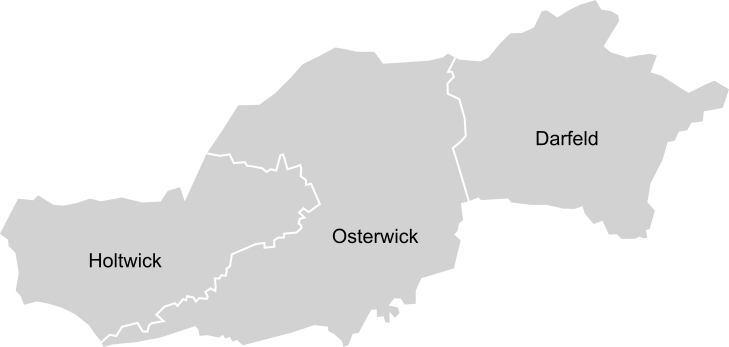
Ortsteile von Rosendahl

| Ortsteil  | Einwohner |
| --------- | --------- |
| Darfeld   | 2.807     |
| Holtwick  | 3.628     |
| Osterwick | 4.772     |
| Gesamt    | 11.207    |

Stand: 31. Dezember 2021

## Geschichte
Ursprünglich bezeichnete der Name Rosendahl eine Gemarkung zwischen Darfeld und Osterwick, wo in einer Senke (dael/dahl) ein günstiger Standort für Heckenrosen war; diese Gemarkung wurde bis zur Aufteilung 1826 bzw. 1847 als gemeinsames Weideland von Darfeldern und Osterwickern genutzt. Der Wille zur Gemeinsamkeit sollte denn auch vor allem durch die Übernahme dieses Namens für die neue Gemeinde zum Ausdruck gebracht werden.

### Eingemeindungen
Die Dörfer Darfeld, Holtwick und Osterwick, die 890 erstmals urkundlich erwähnt wurden, bildeten früher als selbstständige Gemeinden den Amtsbezirk Osterwick. Mit Wirkung vom 1. Juli 1969 wurden zunächst die bisherigen Gemeinden Darfeld und Osterwick zur neuen Gemeinde Rosendahl zusammengeschlossen. Am 1. Januar 1975 kam die ehemalige Gemeinde Holtwick hinzu.

## Politik

### Gemeinderat
Seit der Kommunalwahl am 13. September 2020 mit einer Wahlbeteiligung von 64,8 % (2014: 60,8 %) setzt sich der Gemeinderat von Rosendahl wie folgt zusammen (mit Gewinn oder Verlust gegenüber der Wahl 2014):
| CDU                               | 13 Sitze | −1  |
| SPD                               | 3 Sitze  | ± 0 |
| Grüne                             | 3 Sitze  | +1  |
| Wähler-Initiative Rosendahl (WIR) | 7 Sitze  | +1  |

Ergebnisse der Kommunalwahlen ab 1975
In der Liste mit den Stimmenanteilen in Prozent werden nur Parteien und Wählergemeinschaften aufgeführt, die mindestens 1,95 Prozent der Stimmen bei der jeweiligen Wahl erhalten haben.
| Jahr | CDU  | WIR  | SPD  | Grüne | FDP  |
| ---- | ---- | ---- | ---- | ----- | ---- |
| 1975 | 79,7 |      | 20,3 |       |      |
| 1979 | 76,7 |      | 23,3 |       |      |
| 1984 | 73,1 |      | 26,9 |       |      |
| 1989 | 67,7 |      | 32,3 |       |      |
| 1994 | 65,1 |      | 25,8 | 09,0  |      |
| 1999 | 68,6 |      | 20,9 | 10,5  |      |
| 2004 | 54,5 | 25,1 | 14,6 | 05,9  |      |
| 2009 | 47,9 | 22,4 | 09,9 | 08,0  | 11,8 |
| 2014 | 50,6 | 24,3 | 12,9 | 08,1  | 04,2 |
| 2020 | 49,4 | 24,7 | 13,1 | 12,8  |      |

### Bürgermeister (seit 2015)
- Bürgermeister: Christoph Gottheil (parteilos) wurde 2015 mit 66,5 % der Stimmen gewählt[12] und 2020 mit 84,4 %[13] im Amt bestätigt
- 1. stellv. Bürgermeister: Hubertus Söller (CDU)
- 2. stellv. Bürgermeisterin: Josefa Fleige-Völker (WIR)

### Wappen, Banner und Flagge
Der Gemeinde ist mit Urkunde des Regierungspräsidenten Münster vom 25. Januar 1980 das Recht zur Führung eines Wappens, einer Flagge und eines Banners verliehen worden.

Wappen
Banner
Flagge

#### Wappen
Blasonierung: „In Rot ein silberner Schräglinksbalken, belegt mit drei roten Rosen mit goldenen Butzen und grünen Kelchblättern.“
Das Wappen stellt eine Kombination aus dem Wappen der Herren von Osterwick (Schrägbalken) und redenden Elementen (Rosen) dar. Nach den geschichtlichen Aufzeichnungen waren die Herren von Osterwick Angehörige des niederen Adels, die im Mittelalter den zur Dorfbauerschaft Osterwick gehörigen Haupthof (Haus Osterwick) bewohnten. Mit den im Schrägbalken abgebildeten drei Rosen soll nicht nur der Zusammenschluss der ehemals  selbständigen Gemeinden Darfeld, Holtwick und Osterwick, sondern ebenso der heimische Bezug symbolisch dargestellt werden.

#### Flagge und Banner
„Die Flagge ist Rot zu Weiß zu Rot im Verhältnis 1 : 3 : 1 quergestreift, in der Mitte der weißen Bahn das Wappen der Gemeinde. Das Banner ist von Rot zu Weiß zu Rot im Verhältnis 1 : 3 : 1 längsgestreift, in der Mitte der oberen Hälfte der weißen Bahn der Wappenschild der Gemeinde.“

### Gemeindepartnerschaften
Die Gemeinde Rosendahl unterhält seit dem 4. Oktober 1970 eine Partnerschaft mit der französischen Gemeinde Entrammes. Sie hat etwa 2000 Einwohner und liegt 930 km entfernt im Département Mayenne. Erste Kontakte zur Begründung einer Partnerschaft wurden bereits 1969 aufgenommen. Die Freundschaft hat den historischen Hintergrund, dass vor Napoleon geflohene Trappisten im Jahr 1795 auf dem Grund des Erbdrosten Adolf Droste zu Vischering das Kloster Darfeld-Rosenthal errichten durften. Das 25-jährige Bestehen der Partnerschaft wurde anlässlich der Begegnung vom 29. September bis 3. Oktober 1995 in Entrammes gefeiert. Hierbei haben auch die beiden Nachbarorte von Entrammes, Forcé und Parné-sur-Roc ihren offiziellen Beitritt zur bestehenden Partnerschaft erklärt.

## Kultur und Sehenswürdigkeiten

### Bauwerke
Ortsteil Darfeld
- Wasserschloss Darfeld

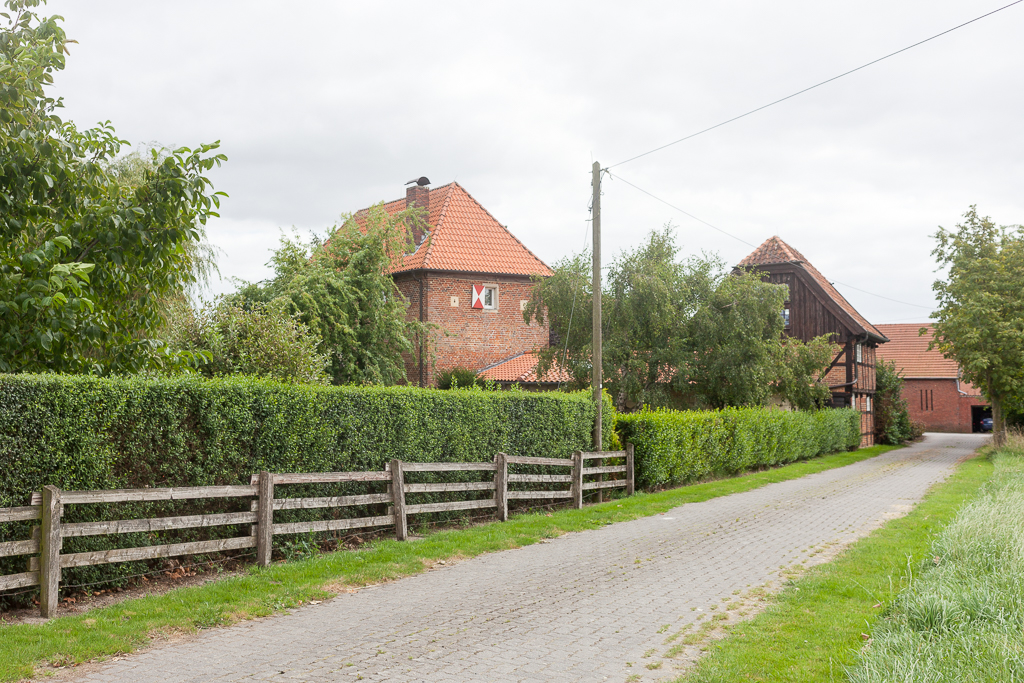
Haus Rockel, Rosendahl-Darfeld, 2012

- Kapelle Höpingen mit dem Gnadenbild St. Anna Selbdritt.
- Heimat- und Bürgerhaus „Bahnhof Darfeld“
- Windmühle Höpingen
- Kirche St. Nikolaus
- Burloer Mühle
- Haus Rockel (ehem. Valkenburg)
- Haus Gröninger

Ortsteil Osterwick

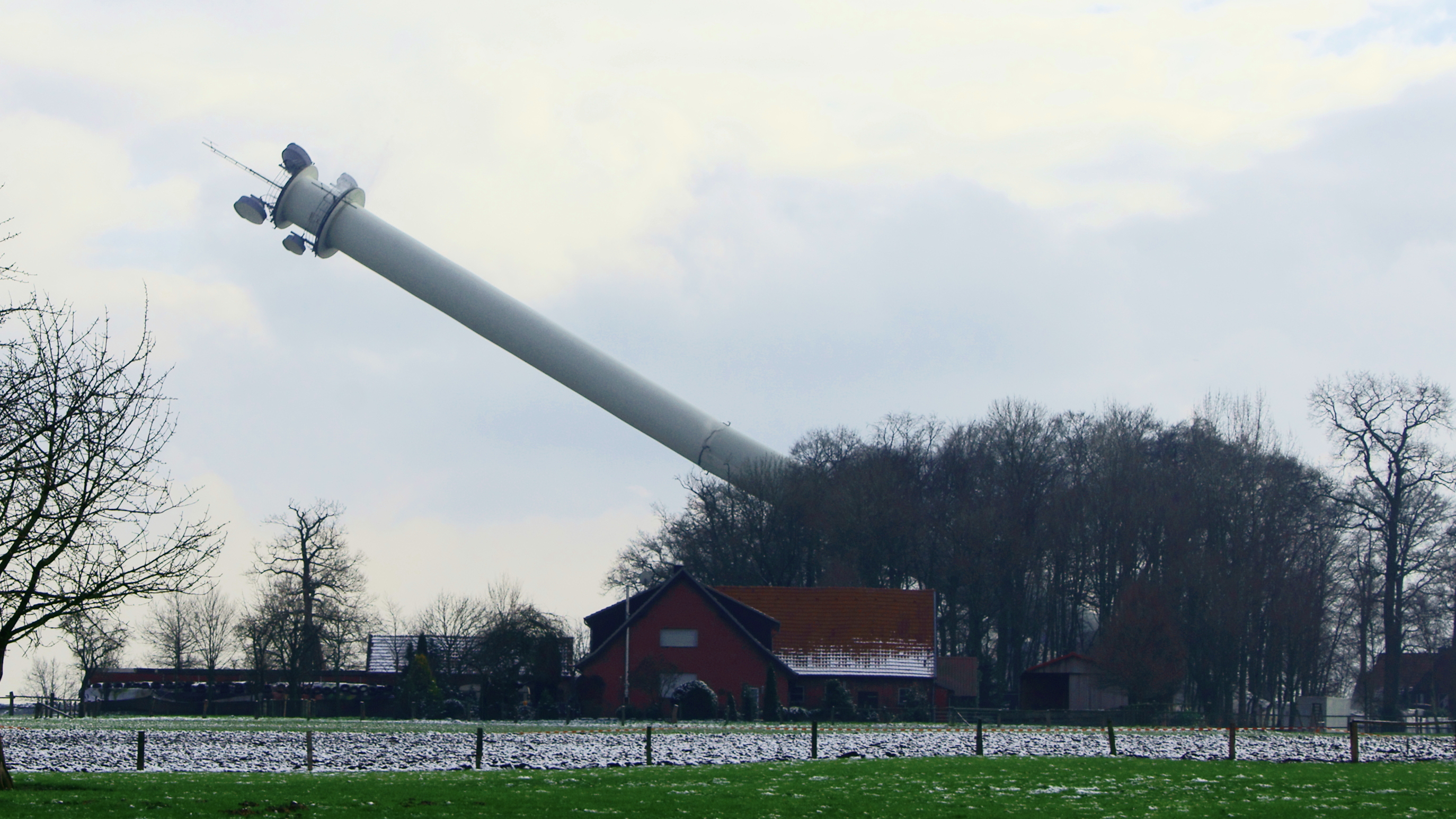
Die "Lange Ida" fällt

- Pfarrkirche Ss. Fabian und Sebastian
- Schloss Varlar
- ehem. Richtfunkmast Lange Ida (Höhe 115 m, am 9. Februar 2013 gesprengt)
- Haus Weersche, aus einer mittelalterlichen Burganlage hervorgegangenes ehemaliges Rittergut,[16] um 1900 im Besitz der Grafen Droste zu Vischering[17]

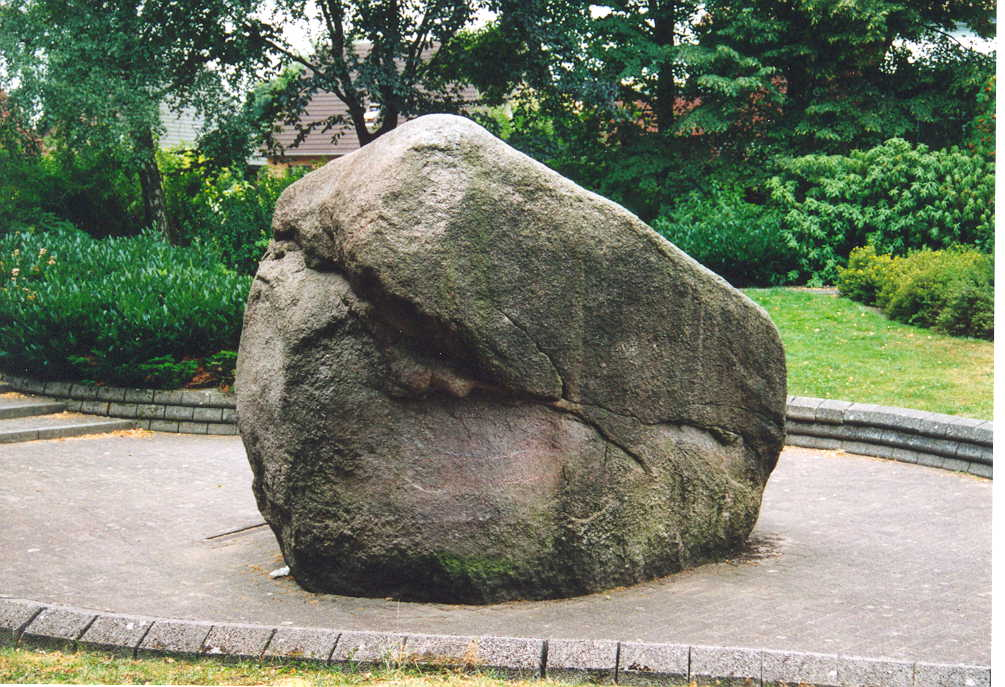
Das "Holtwicker Ei"

Ortsteil Holtwick
- Heimathaus Holtwick
- Torhaus von Haus Holtwick
- Kirche St. Nikolaus

### Naturdenkmäler
- Holtwicker Ei
- Barenborg

### Anhöhe
- Kruse Baimken östlich von Osterwick: Von hier aus sind das Haus Weersche sowie die Ortslage von Osterwick zu überblicken. Graf Tilly hatte hier sein Heerlager im Dreißigjährigen Krieg.

## Sport
Nach Auswertungen des Deutschen Sportbundes war die Gemeinde Rosendahl nach 2004 (41,40 %), 2006 (41,56 %) und 2007 (41,54 %) auch im Jahr 2008 mit einem Organisationsgrad von 40,7 % die sportfreudigste Gemeinde im Kreis Coesfeld. Demnach war in diesem Jahr fast jeder zweite Rosendahler Bürger Mitglied in einem Sportverein. Damit belegt Rosendahl einen Spitzenplatz in Nordrhein-Westfalen.

## Wirtschaft und Infrastruktur

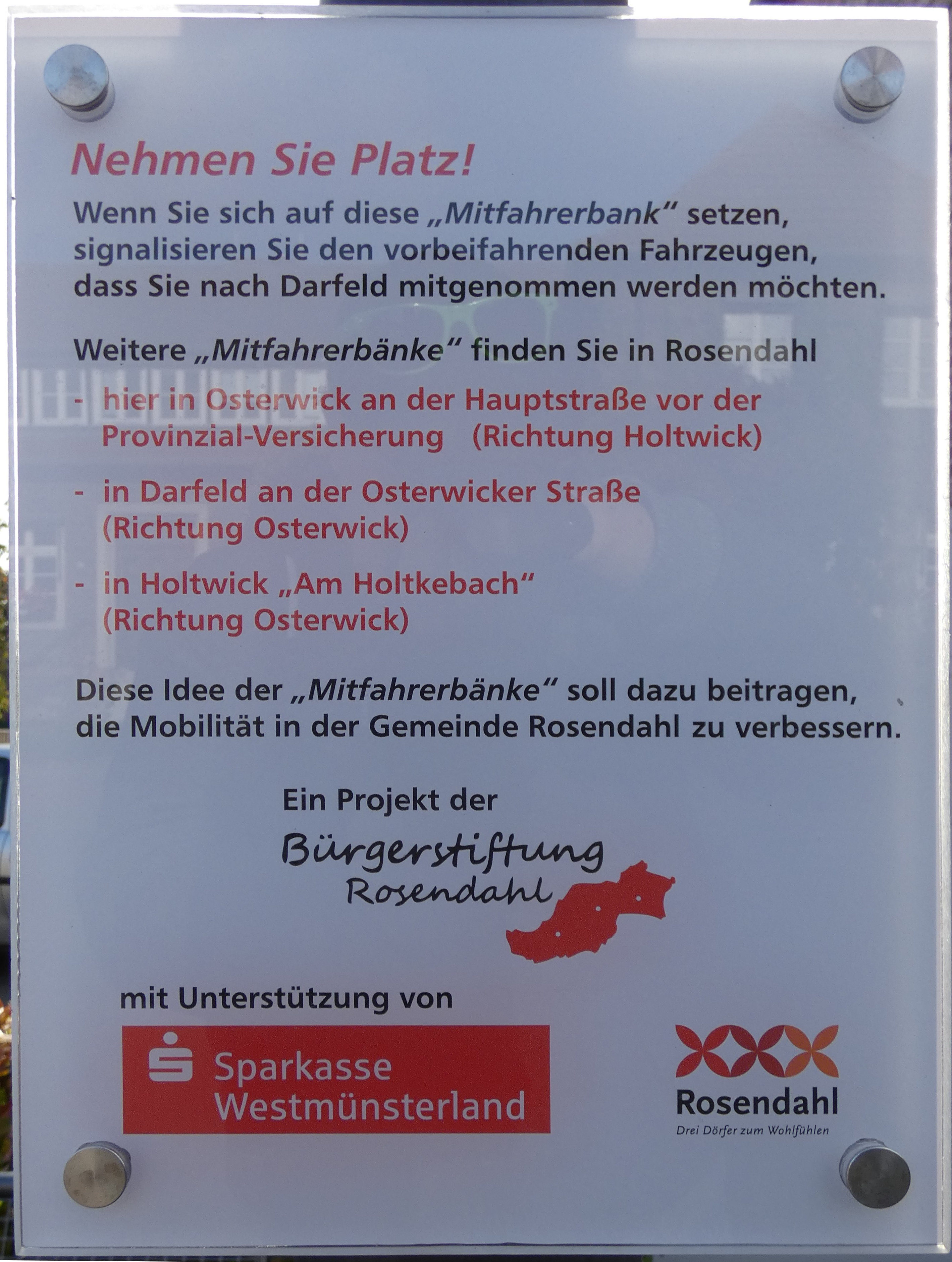
Hinweisschild bei der Mitfahrbank in Osterwick

In jedem der drei Ortsteile bestehen Gewerbegebiete, in denen sich vornehmlich Mittel- und Kleinbetriebe angesiedelt haben. Bedeutende Fertigungsbetriebe für Nahrungs- und Genussmittel, Chemie, des Transportgewerbes, der Holzverarbeitung und für den Hochbaubereich sind dabei entstanden. Das "Handwerkdorf" Holtwick bietet Raum, nicht nur für Werkstätte, sondern auch für Erfahrungsaustausch und Kooperation.

### Verkehr
Die Gemeinde Rosendahl wird in der westlichen Bauerschaft Hegerort durch die Autobahn A31 gestreift. Die Auffahrten Gescher/Coesfeld und Legden/Ahaus liegen in ca. 10 km Entfernung vom Ortsteil Holtwick. Die Bundesstraße 474 führt durch den Ortsteil Holtwick.
Durch den Ortsteil Holtwick führt die Bahnstrecke Dortmund–Gronau. Der Haltepunkt Rosendahl-Holtwick wird im Stundentakt von der Westmünsterland-Bahn (RB 51) in Richtung Dortmund und Enschede angefahren.
Rosendahl zählt zu den Gemeinden, in denen zur Verbesserung der Mobilität von Personen ohne Auto (wie Ältere, Jugendliche) und zur Vernetzung der Teilorte als Ergänzung zum öffentlichen Personennahverkehr einige Mitfahrbänke aufgestellt wurden. Insbesondere sollen hierdurch in Holtwick, Osterwick und Darfeld zusätzliche, kostenlose Mitfahrten in privaten Fahrzeugen in die Nachbarorte ermöglicht werden.
Rosendahl ist an die Fahrrad-Routen Europaradweg R1 (von Frankreich nach Russland u. a. über Münster und Berlin) sowie den Vechtetalradweg angeschlossen.

## Bildung
Die Gemeinde Rosendahl verfügt über drei Grundschulen. Seit dem Schuljahr 2009/10 gibt es die Sekundarschule Legden Rosendahl. Die Kreisstadt Coesfeld bietet zwei Realschulen und drei Gymnasien für die Rosendahler Schüler an.

## Persönlichkeiten

### Söhne und Töchter der Gemeinde
- Bernhard Sökeland (1797–1845), Philologe und Historiker, ab 1828 erster Direktor des neuen staatlichen Gymnasiums in Coesfeld
- Eduard zu Salm-Horstmar (1841–1923), preußischer General der Kavallerie, Sportfunktionär und Mitglied des Internationalen Olympischen Komitees
- Karl Schwering (1846–1925), Mathematiker und Pädagoge
- Otto zu Salm-Horstmar (1867–1941), Standesherr, Politiker, Mitglied des Preußischen Herrenhauses
- Heinrich Mussinghoff (* 1940), Bischof von Aachen
- Bernhard Heitz (* 1942), 1994–2007 altkatholischer Bischof von Österreich

### Weitere Persönlichkeiten, die mit der Gemeinde in Verbindung stehen
- Johann von Alpen (1630–1698), Generalvikar im Bistum Münster, von 1657 bis 1661 Pfarrer in Osterwick
- Friedrich Salm-Horstmar (1799–1865), Standesherr
- Klaus Balkenhol (* 1939), Dressurreiter
- Ulrich Kirchhoff (* 1967), Springreiter